# Les Centurions
Pour les articles homonymes, voir Centurion (homonymie).
Pour plus de détails, voir Fiche technique et Distribution.
Les Centurions (Lost Command) est un film franco-américain réalisé par Mark Robson et sorti en 1966. Il est librement adapté du roman éponyme de 1960 de Jean Lartéguy, Les Centurions.

## Synopsis
La guerre est le quotidien de Pierre Raspeguy, un lieutenant-colonel de l'armée française. À la tête d'un régiment de parachutistes coloniaux, il est chargé de retrouver le chef de la rébellion algérienne, un ancien officier de son équipe durant la bataille de Diên Biên Phu.

## Fiche technique
- Titre original : Lost Command
- Titre français : Les Centurions
- Réalisation : Mark Robson
- Scénario : Jean Lartéguy (roman), Nelson Gidding
- Directeur de la photographie : Robert Surtees
- Montage : Dorothy Spencer
- Direction artistique : John Stoll
- Costumes : Tanine Autré
- Ingénieur du son : Alfred Cox
- Musique : Franz Waxman
- Producteurs : Mark Robson, John R. Sloan
- Société de production : Red Lion
- Format : Couleur (Pathécolor), 2.35 : 1, son : mono Panavision
- Pays de production : France - États-Unis
- Durée : 129 minutes
- Langue : anglais
- Dates de sortie : États-Unis : mai 1966 / France : 7 octobre 1966
- Affiches : Raymond Elseviers (Belgique), Jean Mascii (France)

## Distribution
- Anthony Quinn (VF : Henry Djanik) : le lieutenant-colonel Pierre Raspeguy (inspiré par Marcel Bigeard) ; commandant du 10ème Régiment de Parachutistes
- Alain Delon : le capitaine Philippe Esclavier, ex-journaliste
- George Segal : le lieutenant Ben Mahidi (inspiré par Larbi Ben M'hidi)
- Michèle Morgan : la comtesse Nathalie de Clairefons, veuve de commandant
- Maurice Ronet : le capitaine Boisfeuras (inspiré par Paul Aussaresses)
- Claudia Cardinale : Aïcha Mahidi (inspiré par Djamila Bouhired l'une des filles du réseau « bombes » de Yacef Saadi), sœur de Mahidi
- Grégoire Aslan : Dr dentiste Ben Saad (inspiré par Yacef Saadi)
- Jean Servais : le général Melies (inspiré par le général de Castries)
- Maurice Sarfati : le lieutenant Merle
- Jean-Claude Bercq : le capitaine Orsini
- Syl Lamont (VF : Marcel Lestan) : le sergent Verte, le patron du Bar Henri
- Jacques Marin : le maire
- Jean-Paul Moulinot : DeGuyot
- Andrés Monreal : Ahmed, chef de renseignement de Mahidi
- Gordon Heath (VF : Bachir Touré) : Dia, le médecin militaire
- Albert Simono : Sapinsky
- René Havard : Fernand, le frère de Pierre Raspéguy
- Armand Mestral : médecin du camp de libération en Indochine
- Burt Kwouk : un officier vietnamien
- Al Mulock : Mugnier
- Marie Burke : Mme Raspeguy mère
- Aldo Sambrell : Ibrahim, adjoint de Mahidi
- Jorge Rigaud (VF : Louis Arbessier) : le curé du village natal de Raspeguy
- Roberto Robles : Manuel
- Emilio Carrer : M. Mahidi père
- Carmen Tarrazo : Mme Mahidi mère
- Howard Hagan : le pilote
- Mario De Barros : Geoffrin leveur de couleurs, adjoint de Merle
- Walter Kelly (VF : William Sabatier) : l'officier prévôt de la Police Militaire française
- Robert Sutton : Yusseff
- Simon Benzakein : un client arabe
- Héctor Quiroga : Bakhti
- Félix de Pomés (VF : Maurice Pierrat) : l'orateur âgé

## Box office
Le film ne remporte pas un franc succès aux États-Unis (1 150 000 $ de recettes), contrairement à la France où il se place à la cinquième place des films les plus vus au cinéma en 1966 avec 4 294 756 entrées.

## À noter
Le personnage du lieutenant-colonel Raspéguy est inspiré de Marcel Bigeard. D'ailleurs Anthony Quinn a dédicacé une photo du film à Bigeard en ces termes : « Vous l'avez vécu, je l'ai joué simplement ».